# Следуй за лидером
«Следуй за лидером» (англ. Follow the Leader) — пятнадцатая серия пятого сезона и сто первая серия в общем счёте телесериала «Остаться в живых». Серия была показана на канале ABC 6 мая 2009 года. В серии нет ярко выраженного центрального персонажа, зато в ней появляются почти все главные герои. Серию посмотрели 8.70 миллионов американских зрителей.

## Сюжет
Серия начинается в 1977 году со смерти Дэниела Фарадея.

### 1977 год
Дэниел Фарадей приходит в лагерь Других, наставляя пистолет на Ричарда и требуя отвести его к водородной бомбе. Дэниел считает до трёх, не успевает он досчитать до двух, как в него стреляет Элоиза Хоукинг. Он падает замертво. Сидя в кустах, Джек хочет побежать к Дэну, но Кейт его останавливает. Они собираются уйти, но тут на лошади прискакивает Чарльз Уидмор, ударяя Джека ружьем по лицу, тот падает на землю. Их отводят к Ричарду. Элоиза начинает расспрашивать про Дэниела и просит отвести Джека и Кейт к ней в палатку. Она просит их рассказать, что случилось, и говорит, что почерк в тетради Дэна её. Они всё рассказывают. Она говорит им, что отведёт их к водородной бомбе. Уидмор против, поскольку Элоиза беременна от него, она его не слушает. Ричард и Эрик идут с ними. Элоиза закрывает глаза Дэниела и застёгивает на нём мешок для трупов. Они подходят к пруду, Элоиза говорит, что надо нырять, поскольку внутри проход к бомбе. Кейт не собирается нырять и хочет уйти, но Эрик целится в неё, начинается спор, и вдруг гремит выстрел. Эрик падает на землю, из джунглей выходит Саид. Джек рассказывает Саиду свой план, Саид узнаёт от Кейт, что Бен жив. Кейт уходит и называет их сумасшедшими. Ричард ныряет в пруд, затем ныряет Джек, а потом Элоиза и Саид. Ричард ведёт их к водородной бомбе. Они дошли, и Элоиза спрашивает: «Что дальше?». Джек с удивлением смотрит на бомбу.
Тем временем Сойера и Джульет отводят на подводную лодку. Часть поселения эвакуируется, т.к. Пьер Чанг поверил словам Фарадея. Перед отплытием подлодки в последнюю минуту досаживают и Кейт, которую схватили на подступе к поселению. Подлодка отплывает.

### 2007 год
К Ричарду подбегает девушка и говорит, что он вернулся, Ричард спрашивает, кто и когда выходит, видит Локка. Они здороваются, и Джон сразу говорит Ричарду, что он должен ему помочь. Ричард видит Бена и спрашивает: «Что он здесь делает?», Локк говорит, что Бен помог ему вернуться на Остров. Ричард в недоумении. К нему подбегает Сун и расспрашивает его насчёт Джина и других, и спрашивает, помнит ли он их. Ричард отвечает: «Я помню их очень хорошо, поскольку видел, как они все умерли», Сун удивляется. Потом Сун сидит на пляже, к ней подходит Локк и начинает успокаивать и говорит, что она ещё увидит Джина. Ричард, Локк и Бен отправляются в путь. Они подходят к самолёту наркоторговцев. Локк говорит Ричарду, что сейчас кое-кто выйдет из джунглей и он должен перевязать этому человеку рану. Этим человеком оказывается сам Локк. Всё происходит, как в серии «Потому что вы уплыли». Ричард всё сделал и сказал Локку, что всё обошлось без его смерти. Локк говорит: «Не без этого». Они вернулись в лагерь Других, Локк собрал людей, и они отправились к Джейкобу. По дороге Бен начал расспрашивать Локка, зачем ему идти к Джейкобу. Локк ответил: «Я собираюсь убить его».